# Prophetstown
Prophetstown és una població dels Estats Units a l'estat d'Illinois. Segons el cens del 2000 tenia 2.023 habitants.

## Demografia
Segons el cens del 2000, Prophetstown tenia 2.023 habitants, 809 habitatges, i 533 famílies. La densitat de població era de 574,3 habitants/km².
Dels 809 habitatges en un 25,5% hi vivien nens de menys de 18 anys, en un 56,1% hi vivien parelles casades, en un 7,4% dones solteres, i en un 34% no eren unitats familiars. En el 31,6% dels habitatges hi vivien persones soles el 17,8% de les quals corresponia a persones de 65 anys o més que vivien soles. El nombre mitjà de persones vivint en cada habitatge era de 2,31 i el nombre mitjà de persones que vivien en cada família era de 2,89.
Per edats la població es repartia de la següent manera: un 21,4% tenia menys de 18 anys, un 7,2% entre 18 i 24, un 25,2% entre 25 i 44, un 23,3% de 45 a 60 i un 23% 65 anys o més.
L'edat mediana era de 43 anys. Per cada 100 dones de 18 o més anys hi havia 88,3 homes.
La renda mediana per habitatge era de 37.452 $ i la renda mediana per família de 47.589 $. Els homes tenien una renda mediana de 33.828 $ mentre que les dones 21.438 $. La renda per capita de la població era de 19.572 $. Aproximadament el 3,9% de les famílies i el 9,5% de la població estaven per davall del llindar de pobresa.

## Poblacions més properes
El següent diagrama mostra les poblacions més properes.